# Dirichlets etafunktion
Inom matematiken, speciellt inom analytisk talteori, är Dirichlets etafunktion en viktig speciell funktion som definieras som följande Dirichletserie, som konvergerar för alla  komplexa tal vars reella del > 0:
{\displaystyle \eta (s)=\sum _{n=1}^{\infty }{(-1)^{n-1} \over n^{s}}={\frac {1}{1^{s}}}-{\frac {1}{2^{s}}}+{\frac {1}{3^{s}}}-{\frac {1}{4^{s}}}+\cdots }
Denna Dirichletserie är precis serien för Riemanns zetafunktion förutom att termerna har alternerande tecken. Därför kallas Dirichlets eta-funktion ibland för alternerande zetafunktionen och betecknas med ζ*(s). Följande enkla relation gäller:
{\displaystyle \eta (s)=\left(1-2^{1-s}\right)\zeta (s).}
Etafunktionen kan även definieras som integralen
{\displaystyle \eta (s)={\frac {1}{\Gamma (s)}}\int _{0}^{\infty }{\frac {x^{s-1}}{e^{x}+1}}{dx}.}

## Eulerprodukt
För {\displaystyle \mathrm {Re} s>1} gäller
{\displaystyle \eta (s)=\left(1-{\frac {1}{2^{s-1}}}\right)\prod _{p\ \mathrm {primtal} }{\frac {1}{1-{\frac {1}{p^{s}}}}}=\left(1-{\frac {1}{2^{s-1}}}\right)\cdot {\frac {1}{(1-{\frac {1}{2^{s}}})(1-{\frac {1}{3^{s}}})(1-{\frac {1}{5^{s}}})\cdots }}.}

## Integralrepresentationer
Det finns ett flertal integralrepresentationer för etafunktionen. Följande formler gäller för {\displaystyle \Re s>0.}
{\displaystyle {\begin{aligned}\Gamma (s)\eta (s)&=\int _{0}^{\infty }{\frac {x^{s-1}}{e^{x}+1}}\,dx=\int _{0}^{\infty }\int _{0}^{x}{\frac {x^{s-2}}{e^{x}+1}}\,dy\,dx\\[8pt]&=\int _{0}^{\infty }\int _{0}^{\infty }{\frac {(t+r)^{s-2}}{e^{t+r}+1}}{dr}\,dt=\int _{0}^{1}\int _{0}^{1}{\frac {(-\log(xy))^{s-2}}{1+xy}}\,dx\,dy.\end{aligned}}}
Följande formel kan bevisas med hjälp av Cauchy–Schlömilchs transformation, som gäller för {\displaystyle \Re s>-1}:
{\displaystyle 2^{1-s}\,\Gamma (s+1)\,\eta (s)=2\int _{0}^{\infty }{\frac {x^{2s+1}}{\cosh ^{2}(x^{2})}}\,dx=\int _{0}^{\infty }{\frac {t^{s}}{\cosh ^{2}(t)}}\,dt.}
Följande formel av Ernst Lindelöf (1905) gäller i hela komplexa planet om man tar det principiella värdet av logaritmen.
{\displaystyle \eta (s)=\int _{-\infty }^{\infty }{\frac {(1/2+it)^{-s}}{e^{\pi t}+e^{-\pi t}}}\,dt.}
Följande formel bevisades också av Lindelöf:
{\displaystyle (s-1)\zeta (s)=\int _{-\infty }^{\infty }{\frac {(1/2+it)^{1-s}}{(e^{\pi t}+e^{-\pi t})^{2}}}\,dt.}
En generalisering valid för {\displaystyle 0<c<1} och alla {\displaystyle s}
{\displaystyle \eta (s)={\frac {1}{2}}\int _{-\infty }^{\infty }{\frac {(c+it)^{-s}}{\sin {(\pi (c+it))}}}\,dt.}
Genom att låta {\displaystyle c\to 0^{+}} får man formeln
{\displaystyle \eta (s)=-\sin(s\pi /2)\int _{0}^{\infty }{\frac {t^{-s}}{\sinh {(\pi t)}}}\,dt.}
En annan integral är
{\displaystyle \int \limits _{0}^{1}\int \limits _{0}^{1}{\frac {[-\ln(xy)]^{s}}{1+xy}}\;\mathrm {d} x\,\mathrm {d} y=\Gamma (s+2)\eta (s+2).}
För alla {\displaystyle s\in \mathbb {C} } gäller
{\displaystyle \eta (s)={\frac {2^{s-1}-1}{s-1}}-(2^{s}-2)\int \limits _{0}^{\infty }{\frac {\sin(s\arctan x)}{(1+x^{2})^{s/2}(e^{\pi x}+1)}}\mathrm {d} x.}

## Serierepresentationer
{\displaystyle \eta (s)=\sum _{n=0}^{\infty }{\frac {1}{2^{n+1}}}\sum _{k=0}^{n}(-1)^{k}{n \choose k}{\frac {1}{(k+1)^{s}}}}

## Funktionalekvation
Etafunktionen satisfierar funktionalekvationen
{\displaystyle \eta (-s)=2{\frac {1-2^{-s-1}}{1-2^{-s}}}\pi ^{-s-1}s\sin \left({\pi s \over 2}\right)\Gamma (s)\eta (s+1).}

## Speciella värden
Några specialfall av etafunktionen kan skrivas i sluten form:
{\displaystyle \eta (2)={\pi ^{2} \over 12}}  A072691
{\displaystyle \eta (4)={{7\pi ^{4}} \over 720}\approx 0.94703283}
{\displaystyle \eta (6)={{31\pi ^{6}} \over 30240}\approx 0.98555109}
{\displaystyle \eta (8)={{127\pi ^{8}} \over 1209600}\approx 0.99623300}
{\displaystyle \eta (10)={{73\pi ^{10}} \over 6842880}\approx 0.99903951}
{\displaystyle \eta (12)={{1414477\pi ^{12}} \over {1307674368000}}\approx 0.99975769}
och i allmänhet för positiva heltal n
{\displaystyle \eta (2n)=(-1)^{n+1}{{B_{2n}\pi ^{2n}(2^{2n-1}-1)} \over {(2n)!}}.}
Några värden för udda argument är
{\displaystyle \!\ \eta (1)=\ln 2}
{\displaystyle \eta (3)={\frac {3}{4}}\zeta (3)}
{\displaystyle \eta (5)={\frac {15}{16}}\zeta (5).}

## Derivata
Etafunktionens derivata är
{\displaystyle \eta '(s)=\sum _{n=1}^{\infty }{\frac {(-1)^{n}\ln n}{n^{s}}}=2^{1-s}\ln 2\zeta (s)+(1-2^{1-s})\zeta '(s)}.

## Numeriska algoritmer
Peter Borwein har härlett en effektiv metod för numerisk räkning av etafunktionen. Om
{\displaystyle d_{k}=n\sum _{i=0}^{k}{\frac {(n+i-1)!4^{i}}{(n-i)!(2i)!}}}
är
{\displaystyle \eta (s)=-{\frac {1}{d_{n}}}\sum _{k=0}^{n-1}{\frac {(-1)^{k}(d_{k}-d_{n})}{(k+1)^{s}}}+\gamma _{n}(s),}
där för {\displaystyle \Re (s)\geq {\frac {1}{2}}} gäller för feltermen γn
{\displaystyle |\gamma _{n}(s)|\leq {\frac {3}{(3+{\sqrt {8}})^{n}}}(1+2|\Im (s)|)\exp({\frac {\pi }{2}}|\Im (s)|).}

## Generaliseringar
Etafunktionen är ett specialfall av polylogaritmen
{\displaystyle \ \eta (x)=-\mathrm {Li} _{x}(-1)}
vilket gör den även ett specialfall av Lerchs transcendent:
{\displaystyle \,\eta (s)=\Phi (-1,s,1).}